# SICRAL 2
O SICRAL 2, também conhecido por Syracuse 3C, é um satélite de comunicação geoestacionário militar franco-italiano sendo construído pela Thales Alenia Space. Ele é operado em conjunto pelo Ministério da Defesa da Itália e pelo Direction générale de l'armement (DGA) da França. O satélite foi baseado na plataforma Spacebus-4000B2 e sua expectativa de vida útil é de 15 anos.

## Lançamento
O satélite foi lançado com sucesso ao espaço no dia 26 de abril de 2015, às 20:00 UTC, por meio de um veículo Ariane-5ECA a partir do Centro Espacial de Kourou, na Guiana Francesa, juntamente com o satélite Thor 7. Ele tinha uma massa de lançamento de 3000 quilogramas.